# Конілон (футбольний клуб)
«Конілон» (порт. Conilon) — бразильський футбольний клуб, який базується в муніципалітеті Жагуаре, штат Еспіриту-Санту. Заснований 29 червня 1958 року як «Botafogo Futebol Clube de Jaguaré» (порт.). Після завершення Кубку Еспіриту-Санту 2011, намагаючись мінімізувати політичне суперництво в місцевому футболі, клуб змінив назву та став відомий як футбольний клуб «Конілон». Також змінилися кольори команди. Чорно-білий триколор поступився місцем зелено-червоно-білому.